# Сан Ђустино
Сан Ђустино (итал. San Giustino) је насеље у Италији у округу Перуђа, региону Умбрија.
Према процени из 2011. у насељу је живело 4862 становника. Насеље се налази на надморској висини од 323 м.

## Становништво
Према резултатима пописа становништва 2011. у општини је живело 11.337 становника.
| 1931. | 1936. | 1951. | 1961. | 1971. | 1981. | 1991. | 2001.  | 2011.  |
| ----- | ----- | ----- | ----- | ----- | ----- | ----- | ------ | ------ |
| 6.447 | 6.570 | 7.375 | 7.437 | 8.317 | 9.257 | 9.904 | 10.394 | 11.337 |

## Партнерски градови
- Прудњик, Gmina Prudnik